# 저우언서우
저우언서우(중국어 간체자: 周恩寿, 정체자: 周恩壽, 병음: Zhōu Ēnshòu; 1904년 – 1985년 5월 13일)는 자 퉁위(중국어 간체자: 同宇, 병음: Tóngyǔ)로도 알려진 중국의 혁명가이자 정치인이었다. 중화인민공화국의 초대 총리인 저우언라이의 남동생이다.

## 어린 시절
1904년 장쑤성 화이안시에서 저우
이넝과 완씨 성을 가진 어머니 사이에서 태어났다. 나중에 1918년 톈진시로 이주하여 교육을 받았고, 그곳에서 넷째 삼촌에 의해 길러졌다. 1921년 톈진의 난카이 중학교에 입학했고 1924년에는 중국공산당(CCP)에 가입했다. 1925년 10월, 황푸 군관학교에 입학했고 나중에 학교의 정치부에 편입되었다.

## 정치 및 혁명 활동

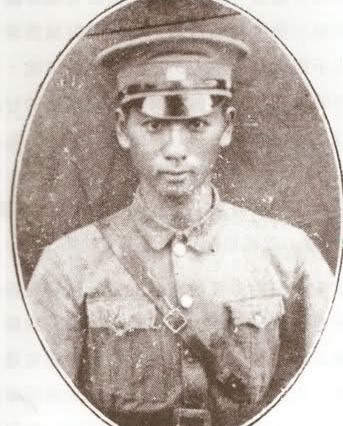
황푸 군관학교 생도 시절의 저우

1926년 저우는 북벌에 참여하여 국민혁명군 총정치부 선전팀의 분대장과 노동자본 중재위원회의 대표로 활동했다. 1927년 봄, 그는 우한시 우편전신검사위원회 주임으로 임명되었다. 1928년 초, 저우는 상하이시에서 형 저우언라이와 헤어져 지린성으로 갔고, "퉁위"라는 가명을 사용하며 겉으로는 중국공산당과 거리를 두었다. 이후 저우는 지린, 산시, 톈진에서 세금, 마약 단속, 증권 관련 직책을 맡았다. 만주국에 거주하는 동안 그는 하얼빈시 세무국 서기, 쑹장 쑤이화시 세무국 과장, 하얼빈 세무감사사무소 과장, 하얼빈 빈장성 세무국 과장 등의 직책을 역임했다. 저우언라이의 주선으로 그는 1943년 톈진으로 이주하여 중국공산당에 자금과 의료 자원을 제공하기 위해 직물 상점을 운영하며 첩보 활동을 펼쳤다.
1947년 7월, 저우의 신원이 노출되어 국민정부 톈진수비사령부 조사국에 의해 체포되었다. 투옥 중 그는 저우언라이의 형제임을 인정했을 뿐, 중국공산당을 위해 일한 모든 흔적을 숨겼다. 1947년 12월, 그는 보석으로 석방되었다. 그는 가족과 함께 톈진에 머물며 최소한의 급여로 가족을 부양하기 위해 일했다.
1949년 4월, 그는 베이징에서 저우언라이와 재회하여 화북 혁명 대학에 등록했다. 그해 말 이전에 그는 중화인민공화국 민정부에서 근무했으며, 족벌주의를 피하기 위해 저우언라이는 그 부서에 저우언서우가 가장 낮은 직책과 가장 낮은 급여를 받도록 하고, 그의 수입을 보충하여 가족을 부양할 수 있도록 했다. 1950년 졸업 후, 그는 베이징 철강 산업국 과장으로 배정되었다. 그는 나중에 야금부의 검사, 화베이 철강 산업국 엔지니어링 부서 부국장, 중공업부 철강 총국 공급 판매부 비서, 구매 운송소 부소장, 창고 관리 부서장 등을 역임했다. 1959년 그는 민정부의 장관으로 전근되었다.
1963년, 저우는 심각한 위궤양으로 인해 은퇴했다. 1964년, 그는 중앙 사회주의 학원에서 공부했다. 1968년 문화대혁명 기간 동안, 그는 마오쩌둥에 의해 숙청된 류사오치 주석의 아내인 왕광메이의 오빠가 조직한 식사 그룹의 일원이었던 것이 발각되었다. 저우는 이후 마오의 아내 장칭이 홍위병이 제공한 저우의 '잘못'이 담긴 자료를 사용하여 그를 비난했다. 장칭은 그 자료를 저우언라이에게 전달했다. 저우언라이는 류의 처남이 연루된 것을 알게 되자, 이 문제가 정치적으로 민감하다는 것을 깨닫고 마오에게 보고했다. 마오는 그에게 적절하게 처리하라고 지시했고, 그 결과 저우언라이는 중국 인민해방군 베이징 수비대에 그의 형제를 체포하여 "보호 구금"할 것을 지시했다. 저우언서우는 1975년 5월까지 투옥되었고, 1976년 형의 장례식에도 그에게 계속된 혐의로 인해 참석할 수 없었다.
1979년 5월, 문화대혁명 종결 3년 후, 중국공산당 중앙조직부는 그의 사건을 재검토하여 그를 무죄로 선고했다. 1980년부터 저우는 제5대 및 제6대 중국인민정치협상회의 (CPPCC) 전국위원회 위원으로 활동했다. 저우는 1985년 5월 13일 베이징에서 사망했다.

## 개인 생활

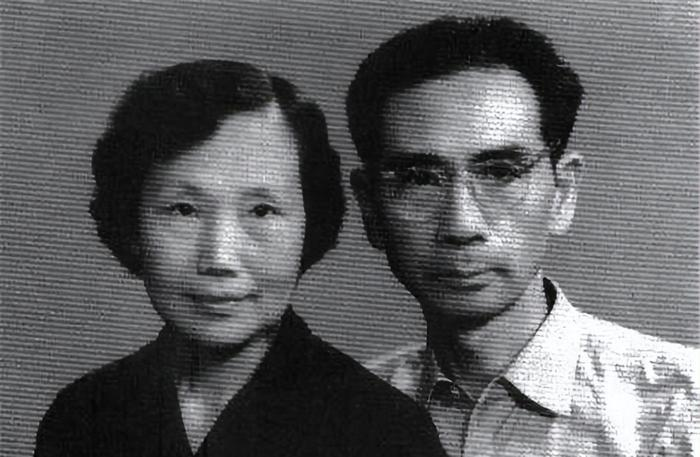
아내 왕스친과 함께한 저우

저우와 아내 왕스친은 딸 셋, 아들 셋, 그리고 어린 나이에 사망한 한 명의 자녀를 포함하여 총 7명의 자녀를 두었다. 저우빙더를 포함한 부부의 세 자녀는 중난하이에서 저우언라이와 아내 덩잉차오에 의해 양육되었다.